# Bozkov
Bozkov település Csehországban, Semilyi járásban. Bozkov Železný Brod, Semily, Roztoky u Semil, Příkrý és Jesenný településekkel határos. Lakosainak száma 590 fő (2024. január 1.).

## Népesség
A település lakosságának változását az alábbi diagram mutatja:
| Lakosok száma | 1007 | 1063 | 1049 | 726  | 634  | 560  | 556  | 585  | 574  | 590  |
|               | 1869 | 1900 | 1921 | 1961 | 1980 | 2011 | 2016 | 2019 | 2021 | 2024 |